# 카키후라이 (만화가)
카키후라이(일본어: かきふらい, Kakifly)는 일본의 남성 만화가이며 교토부 출신이다.

## 인물
2009년부터 호분샤의 《망가타임 키라라》및 《망가타임 키라라 캐럿》에서 《케이온!》을 집필하여 2010년에 종료하였다.
커버 뒷면 사진의 기타는 카키후라이 자신의 기타 콜렉션이다. 또, 자신이 왼손잡이여서 《케이온!》의 아키야마 미오(秋山澪)를 왼손잡이 캐릭터로 했다고 밝혔다. 싫어하는 음식에 대해서는 굴이라 했지만, 후에는 먹을 수 있게 되었다.
- 《케이온!》에 나오는 악기점의 모델은, 출신지에 있는 〈ＪＥＵＧＩＡ三条店〉(쥬우지야(十字屋))로 추측되고 있음. (외관은 꽤 동일함)

## 동인 활동
서클 〈海の幸定食〉에서 2차 창작 활동을 하고 있다. 《스즈미야 하루히의 우울》, 《투하트》 등의 동인지를 그렸고, 앤솔로지 코믹스로는 《마리아님이 보고 계셔(마리미테)》 등을 집필했다.

## 작품 리스트

### 완결 작품
- 케이온!(けいおん!, 망가타임 키라라, 망가타임 키라라Carat, 이즈레모호분샤(いずれも芳文社), 2007년 5월호 - 2010년 10월호)

### 앤솔로지
- 평안하셨습니까 장미아가씨 2 (ごきげんよう 薔薇の乙女 2, 네오코믹스 시리즈(ネオコミックシリーズ))
- 평안하셨습니까 장미아가씨 3 (ごきげんよう 薔薇の乙女 2, 네오코믹스 시리즈(ネオコミックシリーズ))
- ToHeart2 앤솔로지 코믹스 (Hobby Japan·코믹스）
- ToHeart2 코믹스 앤솔로지 VOL.16 (DNA 미디어 코믹스, 일러스트만)
- CLANNAD 3 (매직 코믹스, 일러스트만)

## 단행본
- 케이온!(けいおん!, 망가타임KR코믹스, 호분샤)

1. 2008년 4월 26일 발매 ISBN 978-4-8322-7693-2
2. 2009년 2월 26일 발매 ISBN 978-4-8322-7781-6